# Dom Mintoff
Dominic "Dom" Mintoff (Bormla (Cospicua), Malta, 6 d'agost de 1916 - Tarxien, (Malta), 20 d'agost de 2012) va ser un polític maltès. Va ser dirigent del Partit Laborista maltès. Es va graduar com arquitecte i com enginyer civil.
Va ocupar el càrrec de Primer Ministre entre 1955 i 1958. Després de la independència maltesa (1964) va tornar a repetir el càrrec en 1971.